# Jaime Rosales (regista)
Jaime Rosales (Barcellona, 1970) è un regista e sceneggiatore spagnolo.
Nel 2008 il suo film La soledad ha vinto il Premio Goya per il miglior regista e il Premio Goya per il miglior film.

## Filmografia
- Las horas del día (2003)
- La soledad (2007)
- Tiro en la cabeza (2008)
- Sueño y silencio (2012)
- Hermosa juventud (2014)
- Petra (2018)